# Selaginella rupestris
Espèce
Selaginella rupestris est une espèce de lycopode de la famille des Selaginellaceae que l'on trouve dans les régions rocheuses arctiques de l'Amérique du Nord et une zone restreinte du Groenland. Elle a été décrite par Carl von Linné sous le nom de Lycopodium rupestre et redéfinie par Joseph Antoine Spring sous son nom actuel en 1838.